# Universidad Babeș-Bolyai
La Universidad Babeș-Bolyai (UBB - Universitatea Babeş-Bolyai) en Cluj-Napoca es la mayor universidad de Rumania, con más de 51.000 estudiantes, la universidad ofrece 105 especializaciones, de las cuales 98 son en rumano, 52 en húngaro, 13 en alemán, y 4 en inglés. El nombre de la Universidad es un homenaje a dos prominentes científicos Transilvanos , el científico rumano Victor Babeș y el matemático húngaro János Bolyai.

## Historia
Su andadura comienza en 1581 con la iniciativa de Esteban I Báthory de fundar un colegio de enseñanzas superiores en Cluj, bajo el control de los Jesuitas. Este colegio fue cerrado más tarde. Los Católicos tomaron la iniciativa y en 1688 establecieron una academia en Cluj bajo el control de los Jesuitas. En 1776, la Emperatriz María Teresa fundó una Universidad alemana en Cluj. Pero esta empresa no sobrevivió durante mucho tiempo, Joseph II reemplazó la Universidad por la escuela mayor parroquial, donde se enseñanzaba en Latín. 
En 1872, las autoridades establecieron la universidad en Cluj (Rumano: Universitatea din Cluj, Húngaro: Kolozsvári Tudományegyetem) que enseñaba exclusivamente en húngaro, lo que causó gran descontento entre la población rumana. En 1881 se renombró la universidad como Universidad Franz Joseph en honor del emperador Habsburgo Franz Joseph.
Al final de la Primera Guerra Mundial, las autoridades rumanas se hicieron cargo de la Universidad de Cluj, transformándola en una institución rumana. El 12 de mayo de 1919, fue establecida la Universidad de Rumania de Cluj por el Fernando I de Rumania, quien proclamó la apertura de la Universidad el 1 de febrero de 1920. La Universidad húngara se trasladó primero a Budapest, donde permaneció hasta 1921, después a Szeged.
En 1940, como resultado de la revisión territorial impuesta por Alemania e Italia a través del Segundo Arbitrio de Viena, la Universidad rumana se trasladó a Sibiu y a Timişoara, y la Universidad húngara fue trasladada desde Szeged a Cluj. Después de la Segunda Guerra Mundial, una vez que el Segundo Arbitrio de Viena fue derogado, la Universidad rumana retornó a Cluj y tomó el nombre de "Babeș". Partes de la Universidad húngara se trasladaron de nuevo a Szeged y fue más tarde nombrada como Universidad de Szeged, que llegaría a ser una de las universidades más prominentes en Hungría y de la Europa Central. Las partes remanentes formarían la Universidad Húngara de Cluj y tomó el nombre de "Bolyai". 
Las dos Universidades, la Universidad Rumana Babeș y la Universidad Húngara Bolyai, se fusionaron en 1959 formando la Universidad "Babeș-Bolyai", que imparte enseñanzas en ambos idiomas rumano y húngaro. Después durante el régimen comunista, los estudios en húngaro fueron reducidos gradualmente. Después de 1989, la educación en húngaro así como el número de especialidades en esta lengua fueron significativamente expandidas. También se han introducido las especializaciones en alemán e inglés. 
La Universidad es actualmente la más diversificada (en términos de especializaciones) y la institución de enseñanzas superiores más compleja de Rumania. 

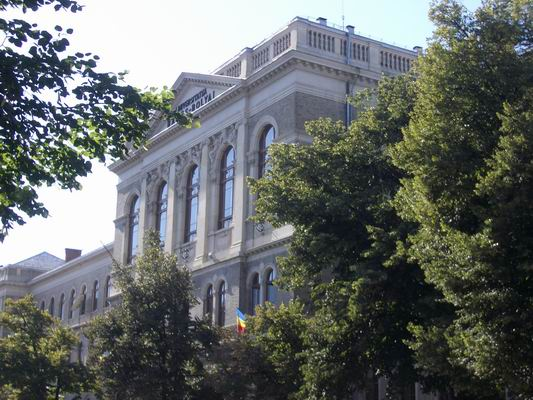
Universidad Babeș-Bolyai - edificio principal.

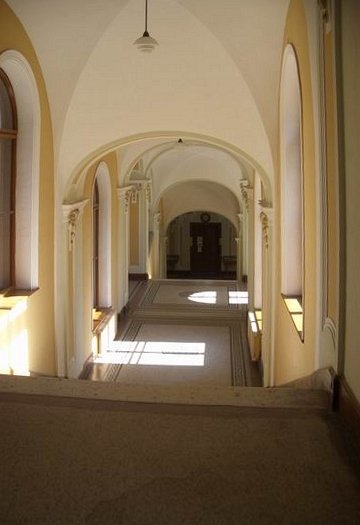
Universidad Babeș-Bolyai - interior de la universidad.

## Facultades
La Universidad tiene 21 facultades y unos 2800 miembros docentes. La Universidad oferta, estudios de bachillerato, maestrías, y graduaciones Ph.D., complementados con estudios avanzados de posgrado.
La Universidad está situada en un área donde habitan diversas etnias, tiene unos edificios singulares y un organigrama significativo: 19 de las 21 facultades proporcionan un plan de estudios rumano; 17 de ellas proporcionan un plan de estudios húngaro; 10 de ellas proporcionan un plan de estudios alemán y 2 de ellas proporcionan un plan de estudios inglés. La Facultad de Teología católica y la Facultad de Teología protestante proporcionan cursos solamente en húngaro. Las escuelas graduadas ofrecen la misma estructura multilingüe. Las minorías húngaras y alemanas están también muy bien representadas en los Consejos de los profesores y en el senado de la Universidad.
En 2005, la Universidad Babeș-Bolyai tenía más de 45,000 estudiantes. La estructura del cuerpo estudiantil está compuesta por 3,000 estudiantes de grado Ph.D., 500 estudiantes internacionales, 4,300 profesores de educación secundaria, y 38,000 de educación primaria.
A continuación se muestra una lista de las facultades, con las lenguas en las que se imparten los cursos—(RO-rumano, HU-húngaro, DE-alemán, EN-inglés).
- Facultad de Matemáticas y Ciencias de Computación RO HU DE EN
- Facultad de Física  RO HU DE
- Facultad de Química e Ingeniería Química RO HU DE EN
- Facultad de Biología y Geología RO HU DE
- Facultad de Geografía RO HU DE
- Facultad de Ciencias del Medio Ambiente RO HU
- Facultad de Historia y Filosofía  RO HU DE
- Facultad se Psicología y Ciencias de la Educación RO HU
- Facultad de Ciencias Políticas y Administración Pública RO HU DE
- Facultad de Letras RO HU DE
- Facultad del Teatro y Televisión RO HU
- Facultad de Derecho RO HU
- Facultad de Económicas RO HU DE
- Facultad de Educación Física y Deportes RO HU
- Facultad de Estudios Europeos RO
- Facultad de Sociología y Asistencia Social RO HU
- Escuela de Empresariales RO
- Facultad de Teología Ortodoxa RO
- Facultad de Teología Católica Griega RO
- Facultad de Teología Católica Romana HU
- Facultad de Teología Protestante HU

## Campus
El campus principal está situado en la ciudad de Cluj-Napoca. Los edificios de la Universidad se esparcen a través de la ciudad. La Universidad tiene varios colegios mayores (residencias de estudiantes), el más notable el de Haşdeu con más de 20 edificios de dormitorios. La biblioteca de la universidad Lucian Blaga, está situada en el centro de ciudad. La universidad también tiene varias sucursales situadas en 18 ciudades a lo largo de Transilvania...